# Stenelmis crenata
Stenelmis crenata är en skalbaggsart som först beskrevs av Thomas Say 1824.  Stenelmis crenata ingår i släktet Stenelmis och familjen bäckbaggar. Inga underarter finns listade i Catalogue of Life.